# کلاته نو (درمیان)
کلاته نو یک منطقهٔ مسکونی در ایران است که در دهستان درمیان واقع شده‌است. کلاته نو ۱۲ نفر جمعیت دارد.